# Lapinig
Lapinig ist eine philippinische Stadtgemeinde in der Provinz Northern Samar. Sie hat 13.020 Einwohner (Zensus 1. August 2015).

## Baranggays
Lapinig ist politisch unterteilt in 15 Baranggays.
- Alang-alang
- Bagacay
- Cahagwayan
- Can Maria
- Can Omanio
- Imelda
- Lapinig Del Sur (Pob.)
- Lapinig Del Norte (Pob.)
- Lo-ok
- Mabini
- May-igot
- Palanas
- Pio Del Pilar
- Potong
- Potong Del Sur